# Élections cantonales genevoises de 2023
Les élections cantonales genevoises ont lieu les 2 et 30 avril 2023 afin de renouveler les 100 membres du Grand Conseil et les 7 membres du Conseil d'État du canton de Genève,.

## Mode de scrutin

### Parlement cantonal
Le Grand Conseil exerce le pouvoir législatif. Il est composé de 100 députés élus directement au suffrage universel par le corps électoral au scrutin proportionnel ; la loi prévoit depuis 1912 un seuil électoral (appelé quorum) fixé à 7 %. Le mandat des députés dure 5 ans depuis l'instauration de la nouvelle constitution du canton en 2013. Il était auparavant de 4 ans (3 ans jusqu'en 1957). Il est renouvelable indéfiniment, bien qu'en pratique des règles internes au sein de certains partis limitent la possibilité de se représenter au-delà d'un certain nombre de mandats.

### Organe exécutif
Depuis 2013, la majorité absolue est nécessaire pour être élu au Conseil d'État, ce qui implique de facto un 2e tour. La législature dure cinq ans, conformément à la modification de constitution.
Contrairement à la majorité des cantons suisses, le gouvernement n'est pas élu sur une liste de candidats, mais sur un bulletin unique avec des cases à cocher. Ce système introduit en 2013 réduit l'impact des alliances et incite les électeurs à voter pour sept candidats au lieu des seuls candidats qui figureraient sur leur liste de prédilection.

## Résultats

### Grand Conseil
Chaque électeur disposant de plusieurs voix, le total de ces dernières est largement supérieur au nombre de votants.
|                          |                              |                          |         |       |      |        |               |  |  |
| Parti                    | Parti                        | Sigle                    | Voix    | %     | +/-  | Sièges | +/-           |  |  |
|                          | Parti libéral-radical        | PLR                      | 17 281  | 19,02 | 6,16 | 22     | 6             |  |  |
|                          | Parti socialiste             | PS                       | 13 257  | 14,65 | 0,65 | 18     | 1             |  |  |
|                          | Les Verts                    | PES                      | 11 798  | 12,93 | 0,23 | 15     | en stagnation |  |  |
|                          | Mouvement citoyens genevois  | MCG                      | 10 603  | 11,72 | 2,29 | 14     | 3             |  |  |
|                          | Union démocratique du centre | UDC                      | 9 677   | 10,69 | 3,37 | 12     | 4             |  |  |
|                          | Libertés et justice sociale  | LJS                      | 7 823   | 8,45  | Nv   | 10     | 10            |  |  |
|                          | Le Centre                    | LC                       | 7 057   | 7,88  | 2,83 | 9      | 3             |  |  |
|                          | Vert'libéraux                | PVL                      | 6 017   | 6,62  | 5,02 | 0      | en stagnation |  |  |
|                          | Ensemble à gauche            | EàG                      | 3 200   | 3,55  | 4,28 | 0      | 9             |  |  |
|                          | Liste d'union populaire      | LUP                      | 2 680   | 3,08  | Nv   | 0      | en stagnation |  |  |
|                          | Civis - Tous concernés       | Civis                    | 976     | 1,09  | Nv   | 0      | en stagnation |  |  |
|                          | Élan Radical                 | ERAD                     | 256     | 0,31  | Nv   | 0      | en stagnation |  |  |
| Total des voix           | Total des voix               | Total des voix           | 90 625  | 100   |      |        |               |  |  |
|                          |                              |                          |         |       |      |        |               |  |  |
| Votes valides            | Votes valides                | Votes valides            | 95 779  | 96,03 |      |        |               |  |  |
| Votes invalides          | Votes invalides              | Votes invalides          | 2 954   | 2,96  |      |        |               |  |  |
| Votes blancs             | Votes blancs                 | Votes blancs             | 1 009   | 1,01  |      |        |               |  |  |
| Total                    | Total                        | Total                    | 99 742  | 100   | –    | 100    | en stagnation |  |  |
| Abstention               | Abstention                   | Abstention               | 176 151 | 63,85 |      |        |               |  |  |
| Inscrits / participation | Inscrits / participation     | Inscrits / participation | 275 893 | 36,15 |      |        |               |  |  |

### Conseil d'État
| Candidats                | Candidats                | Partis                   | Premier tour | Premier tour | Premier tour | Second tour | Second tour | Second tour |
| Candidats                | Candidats                | Partis                   | Voix         | %            | Élu          | Voix        | %           | Élu         |
| ------------------------ | ------------------------ | ------------------------ | ------------ | ------------ | ------------ | ----------- | ----------- | ----------- |
|                          | Nathalie Fontanet        | PLR                      | 49 218       | 49,27        | Non          | 70 628      | 61,51       | oui         |
|                          | Thierry Apothéloz        | PS                       | 38 232       | 38,27        | Non          | 57 369      | 49,96       | oui         |
|                          | Antonio Hodgers          | PES                      | 35 490       | 35,53        | Non          | 52 950      | 46,11       | oui         |
|                          | Anne Hiltpold            | PLR                      | 35 147       | 35,18        | Non          | 58 487      | 50,93       | oui         |
|                          | Fabienne Fischer         | PES                      | 31 403       | 31,44        | Non          | 47 104      | 41,02       | non         |
|                          | Pierre Maudet            | LJS                      | 31 315       | 31,35        | Non          | 48 345      | 42,10       | oui         |
|                          | Carole-Anne Kast         | PS                       | 31 289       | 31,32        | Non          | 47 956      | 41,76       | oui         |
|                          | Philippe Morel           | MCG                      | 29 575       | 29,61        | Non          | 42 006      | 36,58       | non         |
|                          | Delphine Bachmann        | LC                       | 27 566       | 27,60        | Non          | 51 379      | 44,74       | oui         |
|                          | Xavier Magnin            | LC                       | 23 656       | 23,68        | Non          |             |             |             |
|                          | Lionel Dugerdil          | UDC                      | 23 263       | 23,29        | Non          | 39 281      | 34,21       | non         |
|                          | Michael Andersen         | UDC                      | 20 904       | 20,93        | Non          |             |             |             |
|                          | Marie-Claude Sawerschel  | PVL                      | 17 493       | 17,51        | Non          |             |             |             |
|                          | Marc Wuarin              | PVL                      | 16 663       | 16,68        | Non          |             |             |             |
|                          | Luc Barthassat           | Civis                    | 14 732       | 14,75        | Non          |             |             |             |
|                          | Françoise Nyffeler Batou | EàG                      | 12 651       | 12,66        | Non          |             |             |             |
|                          | Stefania Prezioso Batou  | LUP                      | 11 350       | 11,36        | Non          |             |             |             |
|                          | Jean Burgermeister       | LUP                      | 11 187       | 11,20        | Non          |             |             |             |
|                          | Teo Frei                 | EàG                      | 9 507        | 9,52         | Non          |             |             |             |
|                          | Alexander Eniline        | EàG                      | 7 699        | 7,71         | Non          |             |             |             |
|                          | Roland-Daniel Schneebeli | ERAD                     | 4 943        | 4,95         | Non          |             |             |             |
|                          | Philippe Oberson         | RP                       | 4 348        | 4,35         | Non          | 12 988      | 11,31       | non         |
|                          | Olivier Pahud            | ES                       | 3 338        | 3,34         | Non          | 11 202      | 9,76        | non         |
|                          |                          |                          |              |              |              |             |             |             |
| Votes valides            | Votes valides            | Votes valides            | 99 983       | 97,90        |              | 114 832     | 98,89       |             |
| Votes blancs             | Votes blancs             | Votes blancs             | 1 292        | 1,26         | 996          | 0,86        |             |             |
| Votes nuls               | Votes nuls               | Votes nuls               | 852          | 0,83         | 291          | 0,25        |             |             |
| Total                    | Total                    | Total                    | 102 127      | 100          | 116 119      | 100         |             |             |
| Abstention               | Abstention               | Abstention               | 173 766      | 62,98        | 160 051      | 57,95       |             |             |
| Inscrits / participation | Inscrits / participation | Inscrits / participation | 275 893      | 37,02        | 276 170      | 42,05       |             |             |

## Analyse des résultats

### Grand Conseil
Les élections voient un net renforcement de la droite, la gauche ne comptant plus que 33 sièges sur 100, soit moins d'un tiers des députés. Les gagnants de l'élection sont les partis populistes ou protestataires.
Dans le détail, le recul du PLR (- 6 sièges) et du Centre (- 3) est compensé par l'arrivée de dix représentants du parti de Pierre Maudet Libertés et justice sociale (LJS), qui crée la surprise, et par la progression de l'UDC (+ 4) et du MCG (+ 3), d'autant qu'Ensemble à gauche, affaiblie par une liste concurrente d'extrême-gauche, perd ses neuf mandats faute d'atteindre le quorum fixé à 7 % des voix. Avec 6,62 %, les Vert'libéraux échouent également, mais de peu, à atteindre le quorum.
Le MCG perd son rôle de pivot entre la gauche et la droite, le PLR, Le Centre, LJS et l'UDC disposant d'une majorité de 53 sièges ; largement minoritaire, la gauche ne peut plus former de majorités de circonstance avec le MCG comme lors de la précédente législature. Le succès de l’UDC, du MCG et de LJS, qui totalisent à eux trois davantage de sièges que la gauche ou que le PLR et Le Centre, signifie également un rejet par les électeurs des partis historiques de droite (Le Centre et PLR).
Le taux de participation, qui s'élève à 37 %, recule de 2 points par rapport aux élections de 2018 (plus bas taux de participation depuis 1930, à l'exception des 35,4 %  des élections de 1993). Cette forte abstention, en particulier chez les jeunes, pèserait selon le politologue Pascal Sciarini sur les résultats des partis écologistes.
Le nombre de femmes, près de 30 sur 100 sièges, est stable.

### Conseil d'État
Le Centre, le PLR, l'UDC et le MCG forment au second tour une « Alliance genevoise » inédite allant du centre-droit à la droite, sans la liste de Pierre Maudet Libertés et justice sociale. Cette alliance, qui profite principalement au Centre et au PLR (une partie de l'électorat de gauche vote également pour ces deux partis au second tour), et l'élection de Pierre Maudet entraînent le basculement de la majorité du gouvernement au centre-droit : la gauche, plus précisément Les Verts, perd un siège, tandis que le PLR récupère son deuxième siège au détriment du MCG, qui perd lui son seul représentant.
À la tête d'un nouveau parti voulant dépasser les clivages politiques classiques et se voyant comme le pivot du nouveau collège entre trois élus de gauche et trois élus de droite, Pierre Maudet retrouve ainsi le gouvernement deux ans après sa démission et son échec lors de l'élection complémentaire face à la représentante des Verts Fabienne Fischer. Cette dernière n'est pas réélue, terminant pour quelques centaines de voix derrière la candidate socialiste Carole-Anne Kast. L'élue du Centre Delphine Bachmann est le candidat qui gagne le plus de voix par rapport au premier tour, en particulier dans les zones votant majoritairement pour le PLR, passant de la neuvième à la cinquième place.
Le gouvernement est composé pour la première fois d'une majorité de femmes.
Par rapport au premier tour, le taux de participation progresse de quasiment 5 points.

## Élection complémentaire lors de la législature 2023-2028

### Élection complémentaire de 2025
Le 7 mai 2025, Antonio Hodgers (Verts) annonce sa démission pour l'automne. L'élection complémentaire est annoncée pour le 28 septembre et 10 candidats s'y présentent. Le conseiller national écologiste Nicolas Walder est candidat pour son parti et est soutenu par le Parti socialiste, la gauche radicale de l'Union populaire UP (scission de Ensemble à gauche) présente Rémy Pagani, ancien Conseiller administratif et Maire de Genève. A droite Le Centre et les Vert'libéraux soutiennent Xavier Magnin (Centre), Lionel Dugerdil, président de l'UDC Genève et député, est candidat soutenu par le PLR, le MCG présente le novice en politique Maikl Gerzner. Cinq candidats hors des partis traditionnels se présentent aussi. 
| Candidats              | Candidats                  | Partis                      | Premier tour | Premier tour |
| Candidats              | Candidats                  | Partis                      | Voix         | %            |
| ---------------------- | -------------------------- | --------------------------- | ------------ | ------------ |
|                        | Xavier Magnin              | Centre                      |              |              |
|                        | Rémi Baudoui               | Genève. Peut mieux faire    |              |              |
|                        | Maikl Gerzner              | MCG                         |              |              |
|                        | Philippe Oberson           | Le Peuple d'Abord           |              |              |
|                        | Anastasia-Natalia Ventouri | Ensemble pour l'Evolution   |              |              |
|                        | Lionel Dugerdil            | UDC                         |              |              |
|                        | Rémy Pagani                | UP                          |              |              |
|                        | Nicolas Walder             | PES                         |              |              |
|                        | Béatrice Berthet A Porta   | LOCAL, bien sûr! What else! |              |              |
|                        | Olivier Pahud              | Evolution Suisse            |              |              |
|                        |                            |                             |              |              |
| Votes valides          |                            |                             |              |              |
| Votes blancs           |                            |                             |              |              |
| Votes nuls             |                            |                             |              |              |
| Total                  | Total                      | Total                       |              | 100          |
| Abstention             |                            |                             |              |              |
| Inscrits/Participation |                            |                             |              |              |